# Цзинь Янъян
Цзинь Янъян (кит. трад. 金洋洋; 3 февраля 1993, Далянь, провинция Ляонин) — китайский футболист, центральный защитник клуба «Хэбэй Чайна Форчун», выступающего в чемпионате Китая по футболу.

## Клубная карьера
Цзинь начал свою профессиональную карьеру в 2011 году в составе команды «Далянь Шидэ». Дебютный матч игрока в чемпионате Китая состоялся 28 апреля 2012 года, он вышел на замену в концовке гостевой игры против «Ханчжоу Гринтаун». Всего в сезоне 2012 года Цзинь принял участие в двух матчах чемпионата и одной игре Кубка Китайской футбольной ассоциации. После расформирования «Далянь Шидэ» в 2012 году, футболист полгода пробыл в статусе свободного агента. В июле 2013 года Цзинь перешёл в «Далянь Аэрбин», проведя первый сезон в новом клубе в составе резервной команды. Первый матч за «Далянь Аэрбин» в чемпионате Китая футболист сыграл 30 июля 2014 года, выйдя на замену на 57-й минуте в игре против «Бэйцзин Гоань».
Отыграв 10 матчей в сезоне, в январе 2015 года Цзинь Янъян перешёл в «Гуанчжоу Фули». 24 февраля 2015 года игрок дебютировал за новый клуб в победном матче группового этапа Лиги чемпионов АФК против японской команды «Гамба Осака», на 81-й минуте заменив Мичела. 3 апреля 2015 года Цзинь забил свои первые голы в чемпионате Китая, дважды поразив ворота «Гуйчжоу Жэньхэ». После этого матча футболист был дисквалифицирован на четыре игры за оскорбительные жесты.
19 февраля 2016 года Цзинь перешёл в клуб «Хэбэй Чайна Форчун», дебютирующий в чемпионате Китая, за 80 млн юаней (10,83 млн €). 4 марта 2016 года футболист сыграл свой первый матч за «Хэбэй», его новая команда обыграла предыдущий клуб Цзиня «Гуанчжоу Фули» в гостевой игре со счётом 1:2. По итогам сезона 2016 года Цзинь Янъян принял участие в 25 матчах чемпионата, а его команда заняла седьмое место в итоговой таблице.

## Карьера в сборной
В марте 2015 года Цзинь попал в заявку китайской сборной на товарищеские матчи против команд Гаити и Туниса, однако ни в одном матче на поле не появился. В июле 2016 года футболист получил вызов в сборную на матчи третьего раунда отборочного турнира чемпионата мира по футболу.

## Статистика
| Клуб               | Сезон            | Лига | Лига | Лига             | Кубок | Кубок | Кубок            | Лига чемпионов АФК | Лига чемпионов АФК | Лига чемпионов АФК | Итого | Итого | Итого            |
| Клуб               | Сезон            | Игры | Голы | Голевые передачи | Игры  | Голы  | Голевые передачи | Игры               | Голы               | Голевые передачи   | Игры  | Голы  | Голевые передачи |
| ------------------ | ---------------- | ---- | ---- | ---------------- | ----- | ----- | ---------------- | ------------------ | ------------------ | ------------------ | ----- | ----- | ---------------- |
| Далянь Шидэ        | 2011             | 0    | 0    | 0                | 0     | 0     | 0                | -                  | -                  | -                  | 0     | 0     | 0                |
| Далянь Шидэ        | 2012             | 2    | 0    | 0                | 1     | 0     | 0                | -                  | -                  | -                  | 3     | 0     | 0                |
| Далянь Шидэ        | Итого            | 2    | 0    | 0                | 1     | 0     | 0                | 0                  | 0                  | 0                  | 3     | 0     | 0                |
| Далянь Аэрбин      | 2013             | 0    | 0    | 0                | 0     | 0     | 0                | -                  | -                  | -                  | 0     | 0     | 0                |
| Далянь Аэрбин      | 2014             | 10   | 0    | 0                | 0     | 0     | 0                | -                  | -                  | -                  | 10    | 0     | 0                |
| Далянь Аэрбин      | Итого            | 10   | 0    | 0                | 0     | 0     | 0                | 0                  | 0                  | 0                  | 10    | 0     | 0                |
| Гуанчжоу Фули      | 2015             | 18   | 2    | 0                | 1     | 0     | 0                | 4                  | 0                  | 0                  | 23    | 2     | 0                |
| Гуанчжоу Фули      | Итого            | 18   | 2    | 0                | 1     | 0     | 0                | 4                  | 0                  | 0                  | 23    | 2     | 0                |
| Хэбэй Чайна Форчун | 2016             | 25   | 0    | 1                | 0     | 0     | 0                | -                  | -                  | -                  | 25    | 0     | 1                |
| Хэбэй Чайна Форчун | Итого            | 25   | 0    | 1                | 0     | 0     | 0                | 0                  | 0                  | 0                  | 25    | 0     | 1                |
| Всего за карьеру   | Всего за карьеру | 55   | 2    | 1                | 2     | 0     | 0                | 4                  | 0                  | 0                  | 61    | 2     | 1                |